# 어른이 된 후에 사랑은 너무 어려워
<어른이 된 후에 사랑은 너무 어려워>는 대한민국의 여성 싱어송라이터 장덕에 의해 작사 · 작곡된 곡이다. 장덕의 세번째 정규 음반 《님 떠난 후》의 A면 2번 트랙으로 발표되었다. 《님 떠난 후》 음반에서 동명 타이틀곡  <님 떠난 후>와 함께 많은 인기를 누린 곡 중 하나였으며 라디오 가요 프로그램에서 특히 많은 전파를 탔다. 1986년 KBS 제 1 라디오 한낮의 휴게실이 서울시내 DJ 1500명을 대상으로 한 가장 좋아하는 가요 조사 결과에 따르면 <어른이 된 후에 사랑은 너무 어려워>가 6위에 랭크된 바 있다.
2006년 방송된 10월 26일 MBC 드라마 여우야 뭐하니 제 12회 편에서는 장덕 모르는 세대는 남자로 안보인다는 병희(고현정 분)의 말을 들은 철수(천정명 분)가 수술을 앞둔 병희의 침상에 장덕의 노래가 담긴 워크맨을 두고 가는데 병희가 그것을 틀자 흘러나오는 곡으로 사용되었다.

## 커버 버전
- 2015년 7월 11일 MBC 문화콘서트 난장 359회 여우별밴드 · 솔드아웃 · 장재인 편에서 여우별밴드가 라이브 리메이크 하였다. - Youtube